# لمحرة
 لمحرة (بالإنجليزية: LAMHARRA)‏ هي جماعة قروية تابعة لإقليم الرحامنة ضمن جهة مراكش أسفي بالمغرب. بلغ مجموع عدد سكان  لمحرة حسب إحصاءات 2004 حوالي 10172 نسمة يعيشون في 1392 أسرة.

## إحصاء عام
| السنة | عدد السكان | عدد الأسر | عدد الأجانب |
| ----- | ---------- | --------- | ----------- |
| 1994  | 9640       | 1286      | °°°°        |
| 2004  | 10172      | 1392      | 0           |